# Maximiliano Richeze
Ariel Maximiliano Richeze Araquistain (født 7. marts 1983) er en professionel cykelrytter fra Argentina, der fra 2020 til 2022 kørte for World Tour-holdet UAE Team Emirates. I 2019 blev han argentinsk mester i linjeløb.